# Lasse Pöysti
Lasse Erik Pöysti (Szortavala, 1927. január 24. – Helsinki, 2019. április 5.) finn színész, rendező, író.